# Comitê Central do Partido Comunista da União Soviética
O Comitê Central do Partido Comunista da União Soviética foi a liderança executiva do Partido Comunista da União Soviética (PCUS), atuando entre sessões do congresso do PCUS. De acordo com o estatuto do partido, o comitê dirigia todas as atividades partidárias e governamentais. Seus membros eram eleitos pelo Congresso do Partido.
Durante a liderança de Vladimir Lenin, o Comitê Central do Partido Comunista funcionou como a autoridade máxima do partido entre congressos. Contudo, o 8.º Congresso do Partido (realizado em 1919) estabeleceu o Politburo do Partido Comunista da União Soviética para responder a questões que necessitassem de respostas imediatas. Alguns representantes rechaçaram a criação do Politburo e, em resposta, este foi subordinado ao Comitê Central, cujos membros poderiam, inclusive, participar de sessões do Politburo em caráter consultivo, mas não votar a menos que fossem membros. Depois da morte de Lenin em janeiro de 1924, Josef Stalin aumentou, gradualmente, seu poder no Partido Comunista através do cargo de Secretário-geral do Comitê Central, o principal secretário do Secretariado. Com a tomada de poder de Stalin, o papel do Comitê Central foi ofuscado pelo Politburo, que consistia de uma pequena camarilha de leais stalinistas.
Na época da morte de Stalin em 1953, o Comitê Central havia se tornado, essencialmente, um órgão simbólico, subordinado ao Politburo e não o inverso. A morte de Stalin revitalizou o Comitê central, que se tornou uma importante instituição durante a luta de poder para suceder Stalin. Depois da ascensão de Nikita Khrushchov, o Comitê Central ainda desempenhou um papel importante; ele reverteu a decisão do Politburo de remover Khrushchov do cargo em 1957. Em 1964, o Comitê Central derrubou Khrushchov e elegeu Leonid Brejnev como Primeiro Secretário. O Comitê Central foi um órgão importante no início do governo de Brejnev, mas perdeu poder de fato para o Politburo. A partir de então, até a era de Mikhail Gorbatchov (Secretário-geral de 1985 a 1991), o Comitê Central desempenhou um papel menor no governo do partido e do país — o Politburo, mais uma vez, operou como o maior órgão político da União Soviética.

## História

### Antecedentes: 1898–1917
No 1.º Congresso do Partido Operário Social-Democrata Russo (o antecessor do Partido Comunista da União Soviética), Vladimir Lenin conseguiu ganhar apoio suficiente para estabelecer um órgão central todo poderoso no próximo congresso. Este órgão central se tornaria o Comitê Central, o qual tinha o direito de deliberar sobre todas as questões do partido, excetuando as questões locais. O grupo que apoiava o estabelecimento de um Comitê Central no 2.º congresso chamava a si mesmo de bolcheviques e aos perdedores (a minoria) foi dado o nome de mencheviques por seu próprio líder, Julius Martov. O Comitê Central seria composto de três membros e supervisionaria o conselho editorial de Iskra, o jornal do partido. Os primeiros membros do Comitê Central foram Gleb Krzhizhanovsky, Friedrich Lengnik e Vladimir Noskov. Ao longo de sua história, o partido e o Comitê Central foram minados por lutas internas entre facções e pela repressão das autoridades governamentais. Lenin conseguiu persuadir o Comitê Central, depois de uma discussão longa e acalorada, a iniciar a Revolução de Outubro. A maioria dos membros encarava com ceticismo a ideia de iniciar um revolução tão cedo e foi Lenin quem conseguiu convencê-los. A moção para realizar a revolução em outubro de 1917 passou com dez votos a favor e dois contra pelo Comitê Central.